# Auw (Our)
Die Auw ist ein etwa 3,6 km (mit Schlausenbach 5,93 km)  langer linker und südöstlicher Zufluss der Our.

## Geographie

### Verlauf
Die Auw entsteht aus dem Zusammenfluss von Schlausenbach und Fronsbach südwestlich von Kobscheid. Manche betrachten den Schlausenbach nur als Namen für den Oberlauf der Auw. Kurz danach wird das Gewässer vom Taufenbach gespeist. Der Auw fließt links am Schmitzknopf vorbei und durchfließt danach einen kleinen See. Bei Wildenheld wird er vom Tannebach gestärkt. Im weiteren Verlauf bildet er die Grenze zwischen Deutschland und Belgien. Der Bach mündet schließlich nördlich von Auw in die Our.

### Zuflüsse
- Taufenbach (rechts), 3,7 km
- Brühlbach (rechts), 1,1 km
- Tennebach (rechts), 4,3 km